# Pattada
Pattada é uma comuna italiana da região da Sardenha, província de Sassari, com cerca de 3.501 habitantes. Estende-se por uma área de 165 km², tendo uma densidade populacional de 21 hab/km². Faz fronteira com Benetutti, Buddusò, Bultei, Nughedu San Nicolò, Nule, Oschiri, Osidda (NU), Ozieri.

## Demografia
| Variação demográfica do município entre 1861 e 2011                               |
|                                                                                   |
| Fonte: Istituto Nazionale di Statistica (ISTAT) - Elaboração gráfica da Wikipedia |